# نوآباد (ترسون‌زاده)
نوآباد  (به خط تاجیکی: ҷамоати деҳоти Навобод) جماعت دهات در کشور تاجیکستان است که در ناحیهٔ ترسون‌زاده ناحیه‌های تابع جمهوری قرار دارد. جمعیت این جماعت ۳۶٬۹۷۹ است.

## لیست دهات تابعه
- آبشاران (Обшорон)
- آرتیق جمعه‌یف (Ортиқ Ҷумъаев)
- استقلال (Истиқлол)
- انجیر (Анҷир)
- باغ ارم (Боғи Ирам)
- بقائی (Бақоӣ)
- تیمورملک (Темурмалик)
- چیرتک (Чиртак)
- خانه‌کاه (Хонақоҳ)
- خوم (Хум)
- رجبوف (Раҷабов)
- زحمت‌کش (Заҳматкаш)
- زیارت‌توت (Зиёраттут)
- ستار (Саттор)
- سنگ‌قلعه (Сангқалъа)
- شادمان (Шодмон)
- شولوم (Шулум)
- کناره (Канора)
- وحدت (Ваҳдат)